# Lac Agnel
Pour les articles homonymes, voir Agnel.
Le lac Agnel est un lac artificiel qui se trouve dans la vallée de l'Orco, sur le territoire de la commune de Ceresole Reale et au nord-ouest de son village, dans le parc national du Grand-Paradis, en Italie.
Il est situé à une altitude de 2 300 mètres et est accessible depuis la route SP 50 qui relie le village de Ceresole Reale au col du Nivolet, en passant aux abords du lac Serru. Le lac Agnel fait partie du complexe des lacs artificiels constitué des lac Serru, Ceresole, Piantonetto et Valsorea, qui alimentent diverses centrales hydroélectriques. 
Le lac Agnel sert de décor au film britannique L'or se barre, sorti en 1969.